# Gran Premio motociclistico di Catalogna 2019
Il Gran Premio motociclistico di Catalogna 2019 è stato la settima prova su diciannove del motomondiale 2019, ventiquattresima edizione della storia di questo specifico GP, disputato il 16 giugno sul circuito di Catalogna. Le vittorie nelle tre classi sono andate rispettivamente a: Marc Márquez in MotoGP, Álex Márquez in Moto2 e Marcos Ramírez in Moto3.
Per il pilota spagnolo Ramírez si tratta della prima vittoria nel contesto del motomondiale.

## MotoGP
Al termine delle prove, Maverick Viñales ha subito una penalizzazione di 3 posizioni in griglia di partenza per comportamento irregolare, dovendo così partire dalla sesta casella.
Per Fabio Quartararo si tratta del suo primo piazzamento a podio in MotoGP.

### Arrivati al traguardo
| Pos. | Nº | Pilota           | Squadra                     | Motocicletta       | Giri | Tempo     | Griglia | Punti |
| ---- | -- | ---------------- | --------------------------- | ------------------ | ---- | --------- | ------- | ----- |
| 1º   | 93 | Marc Márquez     | Repsol Honda                | Honda RC213V       | 24   | 40'31.175 | 2º      | 25    |
| 2º   | 20 | Fabio Quartararo | Petronas Yamaha SRT         | Yamaha YZR-M1      | 24   | +2,66     | 1º      | 20    |
| 3º   | 9  | Danilo Petrucci  | Mission Winnow Ducati       | Ducati Desmosedici | 24   | +4,537    | 7º      | 16    |
| 4º   | 42 | Álex Rins        | Suzuki Ecstar               | Suzuki GSX-RR      | 24   | +6,602    | 8º      | 13    |
| 5º   | 43 | Jack Miller      | Pramac Racing               | Ducati Desmosedici | 24   | +6,87     | 14º     | 11    |
| 6º   | 36 | Joan Mir         | Suzuki Ecstar               | Suzuki GSX-RR      | 24   | +7,04     | 11º     | 10    |
| 7º   | 44 | Pol Espargaró    | Red Bull KTM Factory Racing | KTM RC16           | 24   | +16,144   | 12º     | 9     |
| 8º   | 30 | Takaaki Nakagami | LCR Honda Idemitsu          | Honda RC213V       | 24   | +17,969   | 16º     | 8     |
| 9º   | 53 | Esteve Rabat     | Reale Avintia Racing        | Ducati Desmosedici | 24   | +22,661   | 19º     | 7     |
| 10º  | 5  | Johann Zarco     | Red Bull KTM Factory Racing | KTM RC16           | 24   | +26,228   | 18º     | 6     |
| 11º  | 29 | Andrea Iannone   | Aprilia Racing Team Gresini | Aprilia RS-GP      | 24   | +32,036   | 24º     | 5     |
| 12º  | 88 | Miguel Oliveira  | Red Bull KTM Tech 3         | KTM RC16           | 24   | +44,666   | 20º     | 4     |
| 13º  | 50 | Sylvain Guintoli | Suzuki Ecstar               | Suzuki GSX-RR      | 24   | +51,363   | 23º     | 3     |

### Ritirati
| Nº | Pilota            | Squadra                     | Motocicletta       | Giri | Griglia |
| -- | ----------------- | --------------------------- | ------------------ | ---- | ------- |
| 35 | Cal Crutchlow     | LCR Honda Castrol           | Honda RC213V       | 18   | 9º      |
| 21 | Franco Morbidelli | Petronas Yamaha SRT         | Yamaha YZR-M1      | 16   | 3º      |
| 63 | Francesco Bagnaia | Pramac Racing               | Ducati Desmosedici | 5    | 13º     |
| 55 | Hafizh Syahrin    | Red Bull KTM Tech 3         | KTM RC16           | 3    | 21º     |
| 46 | Valentino Rossi   | Monster Energy Yamaha       | Yamaha YZR-M1      | 2    | 4º      |
| 4  | Andrea Dovizioso  | Mission Winnow Ducati       | Ducati Desmosedici | 2    | 5º      |
| 12 | Maverick Viñales  | Monster Energy Yamaha       | Yamaha YZR-M1      | 1    | 6º      |
| 99 | Jorge Lorenzo     | Repsol Honda                | Honda RC213V       | 1    | 10º     |
| 41 | Aleix Espargaró   | Aprilia Racing Team Gresini | Aprilia RS-GP      | 1    | 17º     |
| 17 | Karel Abraham     | Reale Avintia Racing        | Ducati Desmosedici | 0    | 15º     |
| 38 | Bradley Smith     | Aprilia Racing              | Aprilia RS-GP      | 0    | 22º     |

## Moto2

### Arrivati al traguardo
| Pos. | Nº | Pilota             | Squadra                      | Motocicletta | Giri | Tempo     | Griglia | Punti |
| ---- | -- | ------------------ | ---------------------------- | ------------ | ---- | --------- | ------- | ----- |
| 1º   | 73 | Álex Márquez       | EG 0,0 Marc VDS              | Kalex        | 22   | 38'25.678 | 6º      | 25    |
| 2º   | 12 | Thomas Lüthi       | Dynavolt Intact GP           | Kalex        | 22   | +1.989    | 2º      | 20    |
| 3º   | 9  | Jorge Navarro      | HDR Heidrun Speed Up         | Speed Up     | 22   | +2.532    | 4º      | 16    |
| 4º   | 40 | Augusto Fernández  | Flexbox HP 40                | Kalex        | 22   | +3.802    | 1º      | 13    |
| 5º   | 33 | Enea Bastianini    | Italtrans Racing             | Kalex        | 22   | +7.472    | 10º     | 11    |
| 6º   | 10 | Luca Marini        | SKY Racing Team VR46         | Kalex        | 22   | +13.996   | 13º     | 10    |
| 7º   | 23 | Marcel Schrötter   | Dynavolt Intact GP           | Kalex        | 22   | +14.565   | 12º     | 9     |
| 8º   | 97 | Xavi Vierge        | EG 0,0 Marc VDS              | Kalex        | 22   | +14.953   | 20º     | 8     |
| 9º   | 22 | Sam Lowes          | Federal Oil Gresini          | Kalex        | 22   | +15.898   | 3º      | 7     |
| 10º  | 45 | Tetsuta Nagashima  | Onexox TKKR SAG              | Kalex        | 22   | +17.947   | 16º     | 6     |
| 11º  | 41 | Brad Binder        | Red Bull KTM Ajo             | KTM          | 22   | +20.891   | 19º     | 5     |
| 12º  | 5  | Andrea Locatelli   | Italtrans Racing             | Kalex        | 22   | +20.930   | 9º      | 4     |
| 13º  | 11 | Nicolò Bulega      | SKY Racing Team VR46         | Kalex        | 22   | +22.352   | 8º      | 3     |
| 14º  | 24 | Simone Corsi       | Tasca Racing                 | Kalex        | 22   | +25.192   | 18º     | 2     |
| 15º  | 88 | Jorge Martín       | Red Bull KTM Ajo             | KTM          | 22   | +27.132   | 17º     | 1     |
| 16º  | 77 | Dominique Aegerter | MV Agusta Idealavoro Forward | MV Agusta F2 | 22   | +30.395   | 21º     |       |
| 17º  | 35 | Somkiat Chantra    | Idemitsu Honda Team Asia     | Kalex        | 22   | +32.230   | 25º     |       |
| 18º  | 64 | Bo Bendsneyder     | NTS RW Racing GP             | NTS          | 22   | +33.315   | 14º     |       |
| 19º  | 94 | Jonas Folger       | Petronas Sprinta Racing      | Kalex        | 22   | +39.441   | 23º     |       |
| 20º  | 16 | Joe Roberts        | American Racing KTM          | KTM          | 22   | +42.600   | 29º     |       |
| 21º  | 20 | Dimas Ekky Pratama | Idemitsu Honda Team Asia     | Kalex        | 22   | +44.461   | 24º     |       |
| 22º  | 4  | Steven Odendaal    | NTS RW Racing GP             | NTS          | 22   | +47.623   | 27º     |       |
| 23º  | 72 | Marco Bezzecchi    | Red Bull KTM Tech 3          | KTM          | 22   | +54.911   | 31º     |       |
| 24º  | 3  | Lukas Tulovic      | Kiefer Racing                | KTM          | 22   | +59.776   | 28º     |       |
| 25º  | 18 | Xavier Cardelús    | Sama Qatar Ángel Nieto Team  | KTM          | 22   | +1'22.064 | 30º     |       |

### Ritirati
| Nº | Pilota                | Squadra                      | Motocicletta | Giri | Griglia |
| -- | --------------------- | ---------------------------- | ------------ | ---- | ------- |
| 96 | Jake Dixon            | Sama Qatar Ángel Nieto Team  | KTM          | 21   | 26º     |
| 62 | Stefano Manzi         | MV Agusta Idealavoro Forward | MV Agusta F2 | 16   | 22º     |
| 21 | Fabio Di Giannantonio | HDR Heidrun Speed Up         | Speed Up     | 13   | 5º      |
| 7  | Lorenzo Baldassarri   | Flexbox HP 40                | Kalex        | 6    | 7º      |
| 27 | Iker Lecuona          | American Racing KTM          | KTM          | 2    | 15º     |
| 87 | Remy Gardner          | Onexox TKKR SAG              | Kalex        | 0    | 11º     |

## Moto3
Rispetto ai risultati ottenuti in prova riportati nella tabella, vari piloti sono stati penalizzati a causa di irregolarità di comportamento: Niccolò Antonelli, Dennis Foggia, Kazuki Masaki, Andrea Migno, Filip Salač e Jaume Masiá di 12 posizioni nella griglia di partenza, Vicente Pérez di 6.

### Arrivati al traguardo
| Pos. | Nº | Pilota            | Squadra                     | Motocicletta  | Giri | Tempo     | Griglia | Punti |
| ---- | -- | ----------------- | --------------------------- | ------------- | ---- | --------- | ------- | ----- |
| 1º   | 42 | Marcos Ramírez    | Leopard Racing              | Honda NSF250R | 21   | 38'36.156 | 12º     | 25    |
| 2º   | 44 | Arón Canet        | Sterilgarda Max Racing Team | KTM RC 250 GP | 21   | +0.119    | 5º      | 20    |
| 3º   | 13 | Celestino Vietti  | SKY Racing Team VR46        | KTM RC 250 GP | 21   | +0.146    | 25º     | 16    |
| 4º   | 21 | Alonso López      | Estrella Galicia 0,0        | Honda NSF250R | 21   | +0.235    | 7º      | 13    |
| 5º   | 7  | Dennis Foggia     | SKY Racing Team VR46        | KTM RC 250 GP | 21   | +0.947    | 24º     | 11    |
| 6º   | 79 | Ai Ogura          | Honda Team Asia             | Honda NSF250R | 21   | +1.008    | 2º      | 10    |
| 7º   | 55 | Romano Fenati     | VNE Snipers                 | Honda NSF250R | 21   | +1.068    | 22º     | 9     |
| 8º   | 71 | Ayumu Sasaki      | Petronas Sprinta Racing     | Honda NSF250R | 21   | +1.358    | 23º     | 8     |
| 9º   | 6  | Ryusei Yamanaka   | Estrella Galicia 0,0        | Honda NSF250R | 21   | +1.984    | 21º     | 7     |
| 10º  | 84 | Jakub Kornfeil    | Redox PrüstelGP             | KTM RC 250 GP | 21   | +2.472    | 26º     | 6     |
| 11º  | 23 | Niccolò Antonelli | SIC58 Squadra Corse         | Honda NSF250R | 21   | +2.729    | 17º     | 5     |
| 12º  | 99 | Carlos Tatay      | Fundación Andreas Pérez 77  | KTM RC 250 GP | 21   | +2.980    | 18º     | 4     |
| 13º  | 17 | John McPhee       | Petronas Sprinta Racing     | Honda NSF250R | 21   | +3.264    | 10º     | 3     |
| 14º  | 69 | Tom Booth-Amos    | CIP Green Power             | KTM RC 250 GP | 21   | +11.120   | 31º     | 2     |
| 15º  | 40 | Darryn Binder     | CIP Green Power             | KTM RC 250 GP | 21   | +18.467   | 16º     | 1     |
| 16º  | 22 | Kazuki Masaki     | BOE Skull Rider Mugen Race  | KTM RC 250 GP | 21   | +21.845   | 19º     |       |
| 17º  | 54 | Riccardo Rossi    | Kömmerling Gresini          | Honda NSF250R | 21   | +39.997   | 28º     |       |
| 18º  | 77 | Vicente Pérez     | Reale Avintia Arizona 77    | KTM RC 250 GP | 21   | +54.306   | 29º     |       |
| 19º  | 24 | Tatsuki Suzuki    | SIC58 Squadra Corse         | Honda NSF250R | 21   | +1'00.726 | 4º      |       |

### Ritirati
| Nº | Pilota              | Squadra                     | Motocicletta  | Giri | Griglia |
| -- | ------------------- | --------------------------- | ------------- | ---- | ------- |
| 27 | Kaito Toba          | Honda Team Asia             | Honda NSF250R | 20   | 27º     |
| 19 | Gabriel Rodrigo     | Kömmerling Gresini          | Honda NSF250R | 19   | 1º      |
| 76 | Makar Yurchenko     | BOE Skull Rider Mugen Race  | KTM RC 250 GP | 18   | 14º     |
| 5  | Jaume Masiá         | Bester Capital Dubai        | KTM RC 250 GP | 13   | 8º      |
| 14 | Tony Arbolino       | VNE Snipers                 | Honda NSF250R | 12   | 3º      |
| 12 | Filip Salač         | Redox PrüstelGP             | KTM RC 250 GP | 9    | 30º     |
| 16 | Andrea Migno        | Bester Capital Dubai        | KTM RC 250 GP | 5    | 11º     |
| 61 | Can Öncü            | Red Bull KTM Ajo            | KTM RC 250 GP | 5    | 20º     |
| 25 | Raul Fernández      | Sama Qatar Ángel Nieto Team | KTM RC 250 GP | 4    | 15º     |
| 11 | Sergio García       | Estrella Galicia 0,0        | Honda NSF250R | 4    | 13º     |
| 75 | Albert Arenas       | Sama Qatar Ángel Nieto Team | KTM RC 250 GP | 4    | 6º      |
| 48 | Lorenzo Dalla Porta | Leopard Racing              | Honda NSF250R | 3    | 9º      |